# Ghiacciaio Hughes

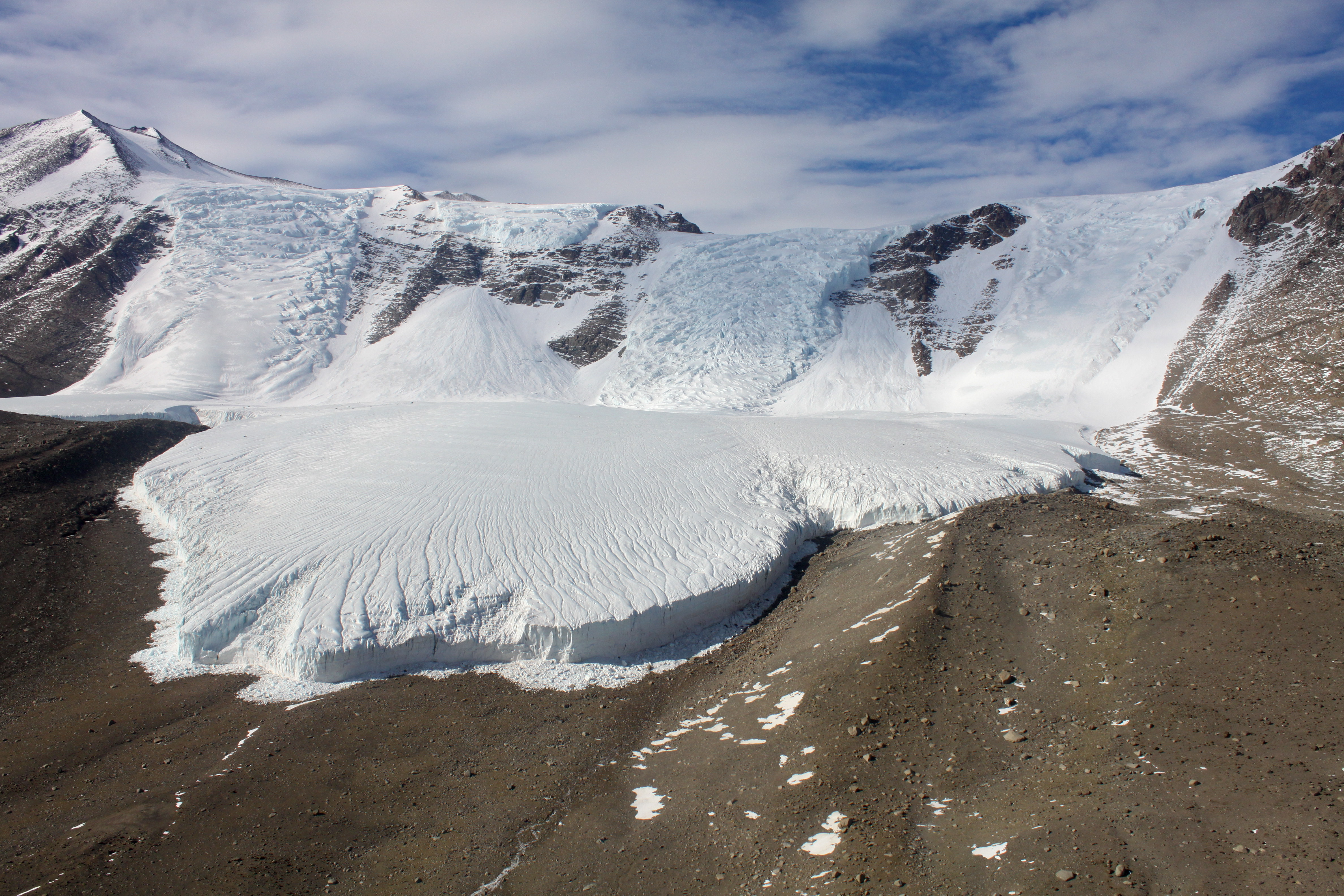
Ghiacciaio Hughes nel 2009

Il ghiacciaio Hughes è un ghiacciaio alpino lungo circa 8 km situato nella zona occidentale dei colli Kukri, nella regione centro-occidentale della Dipendenza di Ross, in Antartide. Il ghiacciaio, il cui punto più alto si trova a circa 1600 m s.l.m., si trova in particolare a ovest del ghiacciaio Sollas e fluisce verso nord partendo dal versante nord-orientale del picco Duff e scorrendo lungo il versante sud-orientale della valle di Taylor, senza però arrivare sul fondo della valle ma alimentando i piccoli laghi glaciali sul fondo di questa attraverso dei rivoli di ghiaccio sciolto che partono dal suo termine.

## Storia
Il ghiacciaio Hughes è stato scoperto e mappato dalla squadra occidentale della spedizione Terra Nova, condotta dal 1910 al 1913 e comandata dal capitano Robert Falcon Scott, e così battezzato da Thomas Griffith Taylor, leader di quella squadra, in onore di McKenny Hughes, professore di geologia all'Università di Cambridge.